# Webspace
Der Begriff Webspace beschreibt einen Speicherplatz für Dateien auf einem Server, auf den über das Internet dauerhaft zugegriffen werden kann. Dieser Online-Speicherplatz wird von Internetdienstanbietern bereitgestellt, damit die Kunden Dokumente und Datenbestände (wie Musikdateien), Websites oder Teile solcher speichern und veröffentlichen können. Das Bereitstellen von Speicherplatz im Internet wird Webhosting oder auch Nethosting genannt.
Webhosting ist eine IT-Dienstleistung, die in der Regel durch die Menge an Speicherkapazität, eine Obergrenze für den Traffic und Sonderfunktionen wie serverseitig ausführbare Skriptsprachen (solcher Art sind PHP, Perl, Python, ASP) charakterisiert wird. Bewertet werden Anbieter durch die mittlere Serververfügbarkeit im Jahr, die Ladegeschwindigkeit sowie die Hilfestellung bei technischen Problemen. Hierfür haben sich verschiedene unabhängige Bewertungsplattformen zum Provider-Vergleich etabliert. Meist wird Hosting zusammen mit einer Domain im Rahmen eines Laufzeitvertrages angeboten.

## Varianten von Webspace
Grundsätzliche Funktionen sind sowohl bei kostenlosen als auch bei kostenpflichtigen Webspace-Angeboten gleich. Stellenweise werden die fehlenden Datensicherungsmöglichkeiten bei kostenlosem Webspace bemängelt. Im Gegensatz dazu verfügen diese über einen guten Support, da viele solcher Webspace-Anbieter einen Community-Beitritt zur Grundbedingung haben, wodurch man wiederum immer und zu jeder Zeit kompetente Hilfe erhält. Eine kostenfreie Bereitstellung erfolgt meist durch Finanzierung mit Werbebannern oder Pop-up-Werbefenstern.

## Markenname
Der Begriff Webspace existierte zwischenzeitlich als eingetragene Marke beim Deutschen Patent- und Markenamt und wurde aktiv für Abmahnungen gegen Provider durch Günter Freiherr von Gravenreuth genutzt. Eine daraufhin gegründete Initiative hat über die federführenden Anwälte Boris Höller und Jochen Krieger die Löschung dieser Markeneintragung durchgesetzt. Im Februar 2000 wurde die Marke schließlich vom Deutschen Patent- und Markenamt gelöscht.